# Razgort
Razgort (en rus: Разгорт) és un poble de la República de Komi, a Rússia, segons el cens del 2010 tenia 100 habitants.